# あやなん
あやなん（1993年6月19日 - ）は、日本の女性YouTuber。

## 来歴

### 活動開始以前
埼玉県川越市出身。
埼玉県内の私立高校を卒業後、幼稚園教諭を目指し保育系の女子短大に進学。この頃、ツイキャスにて精力的に活動を行っており、「ツイキャスの女王」と呼ばれるなど有名であった。2014年には、"ツイキャスアイドル"として日本テレビ「今夜くらべてみました」に出演した。
短大卒業時に幼稚園教諭二種免許を取得。その後は保育園に就職するも、人間関係のトラブル等により8か月で退職した。退職後、学生時代に行っていたツイキャスのリスナーを集め、オフ会を開催。このオフ会にはツイキャス時代からの知り合いであった東海オンエアのてつやが参加しており、傷心のあやなんを励ましたという。その後、初めて岡崎市に足を運ぶ。後に夫となるしばゆーと出会い、交際に発展した。

### YouTubeでの活動
2015年、YouTube活動を開始。
2016年にしばゆーと共にしばなんチャンネルを開設。2016年10月1日にしばゆーと入籍。
2017年4月には第一子となる男児である、愛称「ぽんす」を出産。以降は動画にも出演している。
同年、所属していたYouTuber事務所GENESIS ONEを脱退し、Kiiiに加入。
2018年10月8日、「ぼくらはトイザらス・キッズ！フェス」のPRイベントにメイプル超合金と共に出席。同年12月2日、トイザらス港北ニュータウン店にて開催のイベントに参加予定であったが、自身の体調不良によって中止となった。
2019年5月31日に自身の動画にて、所属事務所であるKiiiからの脱退を発表。
2020年3月28日、YouTubeの生配信にて第二子妊娠を発表。同年10月、第二子となる男児、愛称「ぷく丸」を出産した。
2021年6月2日、YouTubeチャンネル「しばなんといっしょ！」を更新し、3月からしばゆー、ぷく丸と別居していることを発表した。あやなん、ぽんすはこれまで通り東京で生活しており、しばゆーは愛知県岡崎市で義父母らとともにぷく丸を世話しているという。このことで視聴者からの非難が相次ぎ、動画は非公開となった。
同年6月24日には、コロナ禍における緊急事態宣言下にもかかわらず、自身の誕生日パーティーに、自身を含むユーチューバー31人が参加していた事が週刊文春（文春オンライン）の報道によって明らかになった。同日、報道に関して自身のツイッターで謝罪を行った。さらに同月29日に夫のしばゆーとともにYouTubeチャンネルの動画にそろって出演し、あらためて謝罪。動画内で引退や活動休止については否定した。なお、この謝罪は後述する「離婚宣言」の一連の流れで撤回している。
2023年10月16日にしばゆーとの「離婚宣言」をSNS上に投稿。その後、互いに言い争いのトラブルが勃発し、さらにはしばゆーが所属する東海オンエアのリーダーであるてつやへの批判も開始した。
2024年9月7日、同年4月にしばゆーと結婚からの卒業（離婚）していたことを報告した。
2024年10月15日、YouTube「しばなんチャンネル」を更新し、あやなん単独での活動再開を公表した。

### その他の活動
2018年、北九州市観光大使に就任。同年10月に北九州市で開催された「TGC KITAKYUSHU 2018 by TOKYO GIRLS COLLECTION」にしばなんとして2人で出演した。

## 人物
- 血液型はA型[22]。
- 本人曰く「男の子みたいに育てられた」。幼い頃父親から「あっくん」と呼ばれ、ボクシングや野球を練習したこともあった[4]。
- ピアノやクラシックバレエ、水泳を習っていた。中学時代はソフトテニス部に所属し、副部長を務める[4]
- 愛車は、ランドローバー・レンジローバースポーツ[23]

## あやなんチャンネル
2023年10月30日、滝沢ガレソが、しばゆーとの離婚騒動の渦中、あやなんが不倫相手の男性・あゆむとペアルックでディズニーランドに出掛けていたことを暴露した。あやなんはこの事実を認め、のちに夫婦公認のセカンドパートナーであると公表した。
同年11月12日、あやなん、あゆむ、しばゆーの3人で行われたTikTokライブの中で、あゆむとの出会いが明かされた。同年4月、あやなんとしばゆーが知人と訪れたホストクラブで働いていたのがあゆむで、当初はしばゆーがあゆむを気に入ったという。このライブ配信の途中、あやなんの言動に対してしばゆーが「そのエンタメ精神はやめて」「あと話すことはもうない」と言って退席。あやなんは「さあここからは私をボコボコに叩く時間でーす！どうぞ！」と盛り上げようとしたが、「しばゆーがかわいそう」という声が上がっていた。
2024年9月7日、同年4月にしばゆーと離婚していたことを発表。あゆむはセカンドパートナーではなくなったが、「今の日本の結婚制度の窮屈さに一石を投じたいという密かな野望」から、セカパという言葉を使い続けた。
同年10月15日、「しばなんチャンネル」が約11カ月ぶりに更新され、あやなんが動画に1人で登場。「1人でしばなんチャンネルをこれからもやっていこうと思います」と発表すると、コメント欄が炎上。さらに、あやなんはインスタグラムのストーリーズにあゆむの写真とともに「しばなんチャンネルシーズン2 新キャラクター紹介『あゆむ』」と投稿。「しばなんチャンネル」にあゆむが登場することを匂わせた。
2025年5月11日、Xを更新し、セカンドパートナー終了を発表した。

| あやなん     | Xの短文投稿より |
| @ayachan0619 |                 |

             【セカパ終了のお知らせ】今まで離婚してからも"セカパ"というワードをネット上で頑なに使っていたのは今の日本の結婚制度の窮屈さ一石を投じたいという密かな野望からの戦略だったのですがなんだかキモがられるだけで自分に一切の得ないしもう離婚してるからセカパとか意味不明なので金輪際辞めさせて頂きまーすっおつかれっしたあああ自分！！！！！
         

        May 11, 2025

同月12日、あゆむとカップルチャンネルを開設したことを報告し、あゆむがハンバーグを作りながら、あやなんとトークする動画を公開した。冒頭、2人の関係性について厳しい目で見られていると明かし、2人で何をやっているのか聞かれることが多いため、動画にすることにしたという。動画の終盤では、「嫌なイメージ持ってる方も もちろんいると思うんですけど、誰のことも不幸にしてないよっていうのを言いたい」とコメントした。
同月24日、あゆむに対して怒りをまき散らす様子を収めた動画を公開した。1本目の動画に寄せられた反響について、「（あゆむを）掘ったらなにも出てこないって言われてるんだよ！と怒りをぶつけたほか、「なんで私があゆむなんかとチャンネルやんなきゃいけないの？」「あやなんって！（登録者数）200万人のチャンネルがあって、もともとキラキラキラキラ輝いてたプリンセスみたいな女だったのに！この10年を経て、ボロボロの鬼ババアになってしまったんだけど」と憤怒した。さらに、永野芽郁不倫騒動にも言及し、「あのさ、おかしいよね。女の子ばっかりやたら叩いてさ。永野芽郁と田中圭、どっちが叩かれるかって、田中圭だからね！」とした。その後も「あゆむがちゃんと上達してくれなかったら、私すぐやめるから。鍛えて、もっと」と続けた。コメント欄には、「なんだこの地獄みたいな動画は...」「あゆむくんすごく無理してる感じがして、見てて楽しくなれないよ」「モラハラ酷すぎる」といった声が寄せられた。
6月3日、チャンネル名を「あやなんチャンネル」に変更。

### 年表
- 2023年10月30日 - 滝沢ガレソにより、あゆむの存在が暴露される[24]。同日、セカンドパートナーであることを公表。
- 2024年
  - 9月7日 - 同年4月にしばゆーと離婚していたことを発表。
  - 10月15日 - 「しばなんチャンネル」約11カ月ぶりの更新、あやなんが動画に1人で登場[24]。
- 2025年
  - 5月11日 - セカンドパートナー終了を発表[28]。
  - 5月12日 - 「あゆむとあやなの親しい友達」開設。1本目の動画を公開[28][30]。
  - 6月3日 - チャンネル名を「あやなんチャンネル」に変更[34]。

## 出演

### テレビ番組
- 今夜くらべてみました(2014年10月21日、日本テレビ)
- NEWカップルS (2018年4月16日、日本テレビ)
- 沼にハマってきいてみた(2020年10月26日、NHK)

### インターネット番組
- 今日、好きになりました。 韓国ソウル編(2019年9月2日 - 30日、AbemaTV) 恋愛見届け人として出演

### CM
- FiNC「億WALK」篇[35](2019年)